# ...e per tetto un cielo di stelle
...e per tetto un cielo di stelle (tdl. ‘...y por techo un cielo de estrellas’, conocida en español como Por techo, las estrellas en España y Ringo, una biblia y una pistola en Argentina) es una película de spaghetti western italiana de 1968.

## Argumento
El forajido Pratt, que persigue a Tim por acusarle de ser responsable de la muerte de sus dos hijos, ataca una caravana y mata a todos sus pasajeros. Harry, un vagabundo, justo después de haber robado a los muertos conoce a Tim, y ambos se convierten en amigos. Juntos entonces comienzan a huir de Pratt.

## Reparto
- Giuliano Gemma como Billy Boy, alias Tim Hawkins.
- Mario Adorf como Harry.
- Magda Konopka como Dorothy McDonald.
- Federico Boido como Roger Pratt (como Rick Boyd).
- Cris Huerta como Hombre gordo en la diligencia.
- Julie Menard como Sirene / Donna.
- Anthony Dawson como Samuel Pratt.
- Sandro Dori como el marido de Sirene.
- Franco Balducci como Brent.
- John Bartha como el Sr. Lawrence.
- Víctor Israel como posadero.
- Benito Stefanelli como el secuaz de Pratt.

## Producción
Es la segunda película wéstern dirigida por Giulio Petroni. En un principio el director iba a ser Franco Giraldi, pero luego pasó a dirigir Un minuto para rezar, un segundo para morir y Petroni lo reemplazó.
Se utilizaron escenas de esta película para crear una película dentro de la película en el thriller de Giuliano Montaldo de 1978, Circuito chiuso, hecho para televisión.

## Recepción
La película fue generalmente elogiada por su secuencia de apertura, que fue definida por varios críticos como una de las mejores de todo el género spaghetti western. En su investigación de las estructuras narrativas en las películas spaghetti western, Bert Fridlund escribe que ...e per tetto un cielo di stelle presenta una variante de la trama de asociación que se utilizó en muchos spaghetti westerns después del éxito de Per qualche dollaro in più, donde los socios usan la astucia y la manipulación no solo contra sus enemigos sino también entre sí. Aquí la relación se desarrolla principalmente en el plano cómico, lo que significa que las manipulaciones fracasan o resultan contraproducentes. Ninguno de los socios consigue sus objetivos, pero permanecen juntos formando una sociedad conjunta.